# Ferrocarril de Veracruz al Istmo
| Güterzüge in Tres Valles (2011) |                                   |                                                     |                                                     |
| Kursbuchstrecke: | G / GA                            |                                                     |                                                     |
| Streckenlänge: | 396 km, davon Zweigstrecke 101 km |                                                     |                                                     |
| Spurweite: | 1435 mm (Normalspur)              |                                                     |                                                     |
| |                                   |                                                     |                                                     |
| \| \| 101 \| Puerto de Veracruz \| Puerto de Veracruz \| \| \| 101 \| Veracruz \| Veracruz \| \| \| 100 \| von Nuevo Puerto \| von Nuevo Puerto \| \| \| 97 \| Strecke V nach La Paz und Strecke S nach Buenavista \| Strecke V nach La Paz und Strecke S nach Buenavista \| \| \| 90 \| MEX 150D \| MEX 150D \| \| \| 90 \| MEX 140 \| MEX 140 \| \| \| 82 \| El Tejar \| El Tejar \| \| \| 76 \| Paso del Toro \| Paso del Toro \| \| \| 76 \| ehemalige Strecke W nach Alvarado \| ehemalige Strecke W nach Alvarado \| \| \| 75 \| MEX 180 \| MEX 180 \| \| \| 45 \| Piedras Negras \| Piedras Negras \| \| \| 42 \| Río Blanco (92 m) \| Río Blanco (92 m) \| \| \| 29 \| Joachín \| Joachín \| \| \| 27 \| MEX 145D \| MEX 145D \| \| \| 18 \| El Jícaro \| El Jícaro \| \| \| \| Strecke S von Buenavista \| \| \| \| 0 \| Córdoba \| Córdoba \| \| \| 1 \| Strecke S nach Veracruz \| Strecke S nach Veracruz \| \| \| 3 \| ehemalige Trasse der Strecke S \| ehemalige Trasse der Strecke S \| \| \| 7 \| Guadalupe (La Patrona) \| Guadalupe (La Patrona) \| \| \| 22 \| Río Blanco (62 m) \| Río Blanco (62 m) \| \| \| 40 \| Anschluss Ingenio Central Motzorongo \| Anschluss Ingenio Central Motzorongo \| \| \| 50 \| Estacíon Refugio \| Estacíon Refugio \| \| \| 59 \| Acatlán de Pérez Figueroa \| Acatlán de Pérez Figueroa \| \| \| 67 \| Vicente Camalote \| Vicente Camalote \| \| \| 2 \| MEX 145 \| MEX 145 \| \| \| 890 \| Tierra Blanca \| Tierra Blanca \| \| \| 90 \| Strecke G \| Strecke G \| \| \| 91 \| CIL Ferrosur Tierra Blanca \| CIL Ferrosur Tierra Blanca \| \| \| 105 \| MEX 145 \| MEX 145 \| \| \| 106,0 \| Depot Ferroviarios del Sureste \| Depot Ferroviarios del Sureste \| \| \| 106,0 \| ehemalige Strecke GE nach Los Naranjos \| ehemalige Strecke GE nach Los Naranjos \| \| \| 106,2 \| ehemalige Trasse der Strecke GE \| ehemalige Trasse der Strecke GE \| \| \| 122 \| Anschluss Ingenio Tres Valles \| Anschluss Ingenio Tres Valles \| \| \| 124 \| Strecke GE von Los Naranjos \| Strecke GE von Los Naranjos \| \| \| 125 \| Tres Valles \| Tres Valles \| \| \| 125 \| ehemalige Strecke GB nach Carlos A. Carrillo \| ehemalige Strecke GB nach Carlos A. Carrillo \| \| \| 133 \| Gabino Barreda \| Gabino Barreda \| \| \| 134 \| MEX 175 \| MEX 175 \| \| \| 134,3 \| Río Papaloapan (335 m) \| Río Papaloapan (335 m) \| \| \| 136 \| Pueblo Nuevo \| Pueblo Nuevo \| \| \| 137 \| Strecke GF nach Tuxtepec \| Strecke GF nach Tuxtepec \| \| \| 148 \| Benemérito Juárez \| Benemérito Juárez \| \| \| 163 \| Loma Bonita \| Loma Bonita \| \| \| 180 \| Estacíon Dobladero \| Estacíon Dobladero \| \| \| 183 \| MEX 145 \| MEX 145 \| \| \| 191 \| Villa Azueta \| Villa Azueta \| \| \| 192 \| Río Tesechoacán (148 m) \| Río Tesechoacán (148 m) \| \| \| 211 \| Villa Isla \| Villa Isla \| \| \| 228 \| Juan Rodríguez Clara \| Juan Rodríguez Clara \| \| \| 229 \| ehemalige Strecke GD nach San Andrés Tuxtla \| ehemalige Strecke GD nach San Andrés Tuxtla \| \| \| \| ehemalige Trasse \| \| \| \| 245 \| Los Tigres (San Marcos) \| Los Tigres (San Marcos) \| \| \| \| \| \| \| \| \| ehemalige Trasse \| \| \| \| 263 \| Estacíon Juanita \| Estacíon Juanita \| \| \| \| \| \| \| \| 269 \| Río San Juan (114 m) \| Río San Juan (114 m) \| \| \| 280 \| Achotal \| Achotal \| \| \| 281 \| ehemalige Trasse \| ehemalige Trasse \| \| \| \| MEX 185 \| \| \| \| 294 \| Medias Aguas Norte / Strecke Z nach Coatzacoalcos \| Medias Aguas Norte / Strecke Z nach Coatzacoalcos \| \| \| 295 \| Medias Aguas \| Medias Aguas \| \| \| \| Suchil \| \| \| \| 320 \| Jesús Carranza \| Jesús Carranza \| \| \| 320 \| Strecke Z nach Salina Cruz \| Strecke Z nach Salina Cruz \| |                                   |                                                     |                                                     |
| Betriebs-/Güterbahnhof Streckenanfang | 101                               | Puerto de Veracruz                                  | Puerto de Veracruz                                  |
| Dienststation / Betriebs- oder Güterbahnhof · ehemaliger Kopfbahnhof Streckenanfang | 101                               | Veracruz                                            | Veracruz                                            |
| Abzweig geradeaus, von links und von rechts · Strecke nach rechts | 100                               | von Nuevo Puerto                                    | von Nuevo Puerto                                    |
| Abzweig geradeaus und nach rechts | 97                                | Strecke V nach La Paz und Strecke S nach Buenavista | Strecke V nach La Paz und Strecke S nach Buenavista |
| Strecke mit Straßenbrücke | 90                                | MEX 150D                                            | MEX 150D                                            |
| Strecke mit Straßenbrücke | 90                                | MEX 140                                             | MEX 140                                             |
| ehemaliger Haltepunkt / Haltestelle | 82                                | El Tejar                                            | El Tejar                                            |
| ehemaliger Haltepunkt / Haltestelle | 76                                | Paso del Toro                                       | Paso del Toro                                       |
| Abzweig geradeaus und ehemals nach links | 76                                | ehemalige Strecke W nach Alvarado                   | ehemalige Strecke W nach Alvarado                   |
| Strecke mit Straßenbrücke | 75                                | MEX 180                                             | MEX 180                                             |
| ehemaliger Haltepunkt / Haltestelle | 45                                | Piedras Negras                                      | Piedras Negras                                      |
| Brücke über Wasserlauf | 42                                | Río Blanco (92 m)                                   | Río Blanco (92 m)                                   |
| ehemaliger Haltepunkt / Haltestelle | 29                                | Joachín                                             | Joachín                                             |
| Strecke mit Straßenbrücke | 27                                | MEX 145D                                            | MEX 145D                                            |
| ehemaliger Haltepunkt / Haltestelle | 18                                | El Jícaro                                           | El Jícaro                                           |
| Strecke von rechts · Strecke |                                   | Strecke S von Buenavista                            | Strecke S von Buenavista                            |
| Dienststelle, ehemals Bahnhof · Strecke | 0                                 | Córdoba                                             | Córdoba                                             |
| Abzweig geradeaus und nach links · Strecke | 1                                 | Strecke S nach Veracruz                             | Strecke S nach Veracruz                             |
| Kreuzung (Querstrecke außer Betrieb) · Strecke | 3                                 | ehemalige Trasse der Strecke S                      | ehemalige Trasse der Strecke S                      |
| ehemaliger Haltepunkt / Haltestelle · Strecke | 7                                 | Guadalupe (La Patrona)                              | Guadalupe (La Patrona)                              |
| Brücke über Wasserlauf · Strecke | 22                                | Río Blanco (62 m)                                   | Río Blanco (62 m)                                   |
| Abzweig geradeaus und von links · Strecke | 40                                | Anschluss Ingenio Central Motzorongo                | Anschluss Ingenio Central Motzorongo                |
| ehemaliger Haltepunkt / Haltestelle · Strecke | 50                                | Estacíon Refugio                                    | Estacíon Refugio                                    |
| ehemaliger Haltepunkt / Haltestelle · Strecke | 59                                | Acatlán de Pérez Figueroa                           | Acatlán de Pérez Figueroa                           |
| ehemaliger Haltepunkt / Haltestelle · Strecke | 67                                | Vicente Camalote                                    | Vicente Camalote                                    |
| Strecke · Bahnübergang geradeaus unten | 2                                 | MEX 145                                             | MEX 145                                             |
| Dienststelle, ehemals Bahnhof · Strecke | 890                               | Tierra Blanca                                       | Tierra Blanca                                       |
| Strecke nach links · Abzweig geradeaus, nach rechts und von rechts | 90                                | Strecke G                                           | Strecke G                                           |
| Dienststation / Betriebs- oder Güterbahnhof | 91                                | CIL Ferrosur Tierra Blanca                          | CIL Ferrosur Tierra Blanca                          |
| Bahnübergang geradeaus unten | 105                               | MEX 145                                             | MEX 145                                             |
| Abzweig geradeaus und von links · Betriebs-/Güterbahnhof Streckenende und quer | 106,0                             | Depot Ferroviarios del Sureste                      | Depot Ferroviarios del Sureste                      |
| Abzweig geradeaus und ehemals nach links | 106,0                             | ehemalige Strecke GE nach Los Naranjos              | ehemalige Strecke GE nach Los Naranjos              |
| Kreuzung (Querstrecke außer Betrieb) | 106,2                             | ehemalige Trasse der Strecke GE                     | ehemalige Trasse der Strecke GE                     |
| Abzweig geradeaus und von rechts | 122                               | Anschluss Ingenio Tres Valles                       | Anschluss Ingenio Tres Valles                       |
| Abzweig geradeaus und ehemals von links | 124                               | Strecke GE von Los Naranjos                         | Strecke GE von Los Naranjos                         |
| ehemaliger Bahnhof | 125                               | Tres Valles                                         | Tres Valles                                         |
| Abzweig geradeaus und ehemals nach links | 125                               | ehemalige Strecke GB nach Carlos A. Carrillo        | ehemalige Strecke GB nach Carlos A. Carrillo        |
| ehemaliger Haltepunkt / Haltestelle | 133                               | Gabino Barreda                                      | Gabino Barreda                                      |
| | 134                               | MEX 175                                             | MEX 175                                             |
| Brücke über Wasserlauf | 134,3                             | Río Papaloapan (335 m)                              | Río Papaloapan (335 m)                              |
| ehemaliger Haltepunkt / Haltestelle | 136                               | Pueblo Nuevo                                        | Pueblo Nuevo                                        |
| Abzweig geradeaus, nach rechts und von rechts | 137                               | Strecke GF nach Tuxtepec                            | Strecke GF nach Tuxtepec                            |
| ehemaliger Haltepunkt / Haltestelle | 148                               | Benemérito Juárez                                   | Benemérito Juárez                                   |
| ehemaliger Haltepunkt / Haltestelle | 163                               | Loma Bonita                                         | Loma Bonita                                         |
| ehemaliger Haltepunkt / Haltestelle | 180                               | Estacíon Dobladero                                  | Estacíon Dobladero                                  |
| Bahnübergang geradeaus unten | 183                               | MEX 145                                             | MEX 145                                             |
| ehemaliger Haltepunkt / Haltestelle | 191                               | Villa Azueta                                        | Villa Azueta                                        |
| Brücke über Wasserlauf | 192                               | Río Tesechoacán (148 m)                             | Río Tesechoacán (148 m)                             |
| ehemaliger Haltepunkt / Haltestelle | 211                               | Villa Isla                                          | Villa Isla                                          |
| ehemaliger Haltepunkt / Haltestelle | 228                               | Juan Rodríguez Clara                                | Juan Rodríguez Clara                                |
| Abzweig geradeaus, ehemals nach links und ehemals von links | 229                               | ehemalige Strecke GD nach San Andrés Tuxtla         | ehemalige Strecke GD nach San Andrés Tuxtla         |
| Abzweig geradeaus und ehemals nach links · Strecke von rechts (außer Betrieb) |                                   | ehemalige Trasse                                    | ehemalige Trasse                                    |
| Strecke · Haltepunkt / Haltestelle (Strecke außer Betrieb) | 245                               | Los Tigres (San Marcos)                             | Los Tigres (San Marcos)                             |
| Abzweig geradeaus und ehemals von links · Strecke nach rechts (außer Betrieb) |                                   |                                                     |                                                     |
| Abzweig geradeaus und ehemals nach links · Strecke von rechts (außer Betrieb) |                                   | ehemalige Trasse                                    | ehemalige Trasse                                    |
| Strecke · Haltepunkt / Haltestelle (Strecke außer Betrieb) | 263                               | Estacíon Juanita                                    | Estacíon Juanita                                    |
| Abzweig geradeaus und ehemals von links · Strecke nach rechts (außer Betrieb) |                                   |                                                     |                                                     |
| Brücke über Wasserlauf | 269                               | Río San Juan (114 m)                                | Río San Juan (114 m)                                |
| ehemaliger Haltepunkt / Haltestelle | 280                               | Achotal                                             | Achotal                                             |
| Strecke von links (außer Betrieb) · Abzweig geradeaus und ehemals nach rechts | 281                               | ehemalige Trasse                                    | ehemalige Trasse                                    |
| |                                   | MEX 185                                             |                                                     |
| Strecke (außer Betrieb) · Abzweig geradeaus, nach links und von links · Blockstelle quer | 294                               | Medias Aguas Norte / Strecke Z nach Coatzacoalcos   | Medias Aguas Norte / Strecke Z nach Coatzacoalcos   |
| Strecke (außer Betrieb) · Bahnhof | 295                               | Medias Aguas                                        | Medias Aguas                                        |
| Strecke (außer Betrieb) · ehemaliger Haltepunkt / Haltestelle |                                   | Suchil                                              | Suchil                                              |
| Bahnhof (Strecke außer Betrieb) · Strecke | 320                               | Jesús Carranza                                      | Jesús Carranza                                      |
| Abzweig quer und ehemals nach rechts · Strecke nach rechts | 320                               | Strecke Z nach Salina Cruz                          | Strecke Z nach Salina Cruz                          |

Der Ferrocarril de Veracruz al Istmo, offizielle Streckenbezeichnungen Línea G und Línea GA (deutsch Strecke G bzw. Strecke GA), ist eine inklusive der Zweigstrecke 396 Kilometer lange Eisenbahnstrecke in der Mitte Méxikos, die die Hafenstadt Veracruz am Atlantik mit dem Ferrocarril del Istmo de Tehuantepec verbindet und damit eine Durchbindung zur Hafenstadt Salina Cruz am Pazifik ermöglicht. Die Strecke ist eingleisig, nicht elektrifiziert und im Abschnitt Veracruz–Tierra Blanca (Strecke GA) ursprünglich nur die Zweigstrecke der eigentlichen Hauptverbindung von Córdoba nach Jesús Carranza früher und nach Medias Aguas heute (Strecke G) an der Isthmus-Bahn.

## Geschichte
Die Eisenbahnstrecke von Veracruz zur Isthmus-Bahn war vor der Verstaatlichung eine der wichtigsten Eisenbahnstrecken Mexikos. Das Unternehmen wurde 1898 im US-amerikanischen West Virginia als Veracruz Pacific Railroad gegründet und baute die Strecke von Córdoba nach Jesús Carranza der Tehuantepec National Railroad mit einer Abzweigung von Veracruz nach Tierra Blanca. Im Mai 1904 erlangte die mexikanische Regierung die Kontrolle und beauftragte Ferrocarril de Veracruz al Istmo die Strecke  von Veracruz zur Isthmus-Bahn auf Pachtbasis zu betreiben.
Die Kontrolle ging 1910 auf die mexikanische Staatsbahn über, die im November 1913 das Eigentum und den Betrieb übernahm.
Mit der Privatisierung der staatlichen Eisenbahngesellschaft Ferrocarriles Nacionales de México 1995 erwarb Ferrosur die über 50 Jahre laufende Konzession für die Strecke und übernahm den Betrieb 1998. Seither wurde auf der Strecke fortlaufend in die Anlagen investiert, so wurden Ausweichstellen verlängert, Sicherheitsdetektoren installiert und die Nutzung für Doppelstockcontainerzüge ermöglicht. Außerdem wurde der Wagenpark modernisiert und heute sind überwiegend neue dieselelektrische Güterzuglokomotiven der Baureihe GE AC4400CW im Einsatz.